# Osmoprotector
Els osmoprotectors o soluts compatibles són molècules petites que actuen com osmòlits i ajuden els organismes a sobreviure en condicions extremes d'estrès osmòtic. Els exemples inclouen betaines, aminoàcids, i el sucre trehalosa. Aquestes molècules s'acumulen en les cèl·lules i equilibren les diferències osmòtiques entre els voltants de la cèl·lula i el citosol. En casos extrems, com els rotífers bdel·loides, tardígrads, gamba de vidre i nematodes, aquestes molècules poden permetre que les cèl·lules sobrevisquin estan completament seques i permeten que entrin en un estadi d'animació suspesa anomenat criptobiosi. En aquest estadi el citosol i els osmoprotectors passen a ser un sòlid com de vidre que ajuda a estabilitzar les proteïnes i la membrana cel·lular respecte als danys per la dessecació.
Els soluts compatibles també s'ha vist que tenen un paper protector per mantenir l'activitat dels enzims a través dels cicles de congelació-fusió i a altes temperatures. La seva acció específica encara és desconeguda però es creu que són exclosos preferentment de la interfície de proteïnes degut a la seva propensió a formar estructures d'aigua.